# District de Seýdi
Le district de Seýdi est un district de la province de Lebap au Turkménistan. 
Le centre administratif du district est la ville de Seýdi.